# Dominik Eberle
Dominik Eberle (* 4. Juli 1996 in Fürth) ist ein deutscher American-Football-Spieler auf der Position des Kickers. Zuletzt stand er bei den Seattle Sea Dragons in der XFL unter Vertrag. Zuvor spielte er College Football für die Utah State University und stand in der National Football League (NFL) bei den Las Vegas Raiders, den Houston Texans, den Carolina Panthers, den Green Bay Packers und den Detroit Lions unter Vertrag.

## Anfänge
Im Alter von 14 Jahren zog Dominik Eberle mit seinen Eltern aus dem fränkischen Großhaslach nach Redondo Beach, Kalifornien. Er besuchte die Redondo Union High School und spielte dort zunächst Fußball. Über einen Freund kam er dann zum American Football und wurde in den Jahren 2013 und 2014 in der American-Football-Mannschaft der High School als Kicker eingesetzt.
Seine Collegezeit verbrachte Eberle in Logan, Utah, wo er ab dem Jahr 2015 für die Aggies der Utah State University College Football spielte. Bis zum Abschluss des Colleges im Herbst 2019 brach er mehrere Schulrekorde.

## NFL
Obwohl Eberle von der New York Post vor dem NFL Draft 2020 als drittbester Kicker der zur Auswahl stehenden Talente eingestuft wurde, fand er zunächst kein Team. Nach Beendigung des Drafts wurde Eberle jedoch von den Las Vegas Raiders als Free Agent unter Vertrag genommen. Die Raiders entschieden sich auf der Position des Kickers jedoch für Daniel Carlson und entließen den neu verpflichteten Eberle Anfang August. Nur wenige Wochen später wurde Eberle von den Raiders erneut zu einem Probetraining eingeladen. Kurze Zeit später erhielt er einen Vertrag im Practice Squad der Raiders.
In der Vorbereitung auf die Saison 2021 wurde Eberle zunächst erneut von den Raiders entlassen, jedoch einige Tage später erneut unter Vertrag genommen. Im Preseason-Spiel Mitte August gegen die Seattle Seahawks stand Eberle erstmals auf dem Feld und verwandelte alle Field Goals und Extrapunkte. Zwei Tage später wurde er erneut entlassen, da Daniel Carlson wieder einsatzbereit war. Am 24. August 2021 nahmen die Carolina Panthers Eberle als Konkurrenten für Joey Slye unter Vertrag, entließen ihn aber bereits zwei Tage darauf wieder, nachdem sie Ryan Santoso von den New York Giants verpflichtet hatten. Am 6. September 2021 wurde er erneut von den Panthers für deren Practice Squad verpflichtet. Am 26. Oktober 2021 wurde er von den Panthers entlassen. Am 23. Dezember 2021 wurde er von den Houston Texans für das Practice Squad unter Vertrag genommen. Da Kaʻimi Fairbairn, der etatmäßige Kicker der Texans, wegen eines positiven Tests auf COVID-19 ausfiel, wurde Eberle für die Partie gegen die Los Angeles Chargers in Woche 16 in den aktiven Kader berufen und gab sein NFL-Debüt. Dabei verwandelte er erfolgreich alle 5 Extrapunktversuche und erzielte Field Goals aus 51 und 25 Yards, einmal verfehlte er aus 52 Yards. Vor dem letzten Spieltag nahmen die Carolina Panthers Eberle erneut für ihren Practice Squad unter Vertrag, nachdem die Texans ihn nach der Rückkehr ihres Stammkickers entlassen hatten.
Am 22. Februar 2022 nahmen die Green Bay Packers Eberle unter Vertrag. Am 14. Juni wurde er entlassen. Am 9. September nahmen die Detroit Lions Eberle in ihren Practice Squad auf. Am vierten Spieltag wurde er in den aktiven Kader der Lions aufgenommen, da ihr Stammkicker Austin Seibert verletzungsbedingt ausfiel. Bei der 45:48-Niederlage gegen die Seattle Seahawks vergab Eberle zwei Extrapunkte und schoss einen Kickoff ins Aus, woraufhin er nach dem Spiel entlassen wurde.

## XFL
Am 7. Februar 2023 wurde bekannt, dass Eberle einen Vertrag bei den Seattle Sea Dragons in der XFL unterschrieben hat. In der Saison 2023 traf er insgesamt 14 Field Goals in 18 Versuchen. Da im Gegensatz zur NFL in der XFL keine Extrapunkte von Kickern erzielt werden können, gibt es hierzu keine Statistik.

## ELF
Im April 2024 wurde Eberles Verpflichtung bei Berlin Thunder in der European League of Football bekannt gegeben.

## Rekorde und Auszeichnungen

### High School
An der High School wurde Eberle in den Jahren 2013 und 2014 zweimal in Folge als Special Teams Player of the Year ausgezeichnet.

### College
Bei den Utah State Aggies stellte er folgende Rekorde auf:
Meiste Punkte insgesamt (359), meiste Punkte pro Spiel (8,34), meiste Field Goals insgesamt (64), meiste PAT-Versuche (167), meiste erzielte PAT insgesamt (167), meiste PAT in Folge ohne Fehlversuch (167).
Zudem ist Eberle der erste Spieler der Schulgeschichte, der im Trikot der Aggies eine PAT-Quote von 100 % erreichte und im Laufe seiner Collegekarriere vier Field Goals aus einer Entfernung von über 50 Yards verwandelte.
Im Spiel gegen die New Mexico State University gelangen ihm am 8. September 2018 24 Punkte in einem Spiel, zudem verwandelte er drei Field Goals aus einer Entfernung von mehr als 50 Yards. Mit diesen beiden Werten, Punkte in einem Spiel und Field Goals aus über 50 Yards Entfernung, teilt sich Eberle die entsprechenden Rekorde innerhalb der NCAA.
Während seiner Collegekarriere verwandelte Eberle 64 von 81 Field-Goal-Versuchen. Die daraus resultierende Erfolgsquote von 79,0 % bedeutet den zweithöchsten Wert in der Geschichte der Utah State University. In den Jahren 2018 und 2019 wurde Eberle von Fachzeitschriften mehrmals zum Spieler der Woche (Special Teams Player of the Week) gewählt.